# Колонелґандж
Колонелґандж — місто в окрузі Ґонда штату Уттар-Прадеш на півночі Індії, на Індо-Ґанґській рівнині.
Населення міста на 2001 рік становило 24 163 мешканців.